# یانووک پیروشه
یانووک پیروشه (به لاتین: Janówek Pierwszy) یک روستا در لهستان است که در گمینا ویلیشو واقع شده‌است. یانووک پیروشه ۵۲۰ نفر جمعیت دارد.